# Dasyrhicnoessa ciliata
Dasyrhicnoessa ciliata är en tvåvingeart som beskrevs av Lorenzo Munari 2004. Dasyrhicnoessa ciliata ingår i släktet Dasyrhicnoessa och familjen Canacidae. Inga underarter finns listade i Catalogue of Life.